# Џеј Барушел
Џонатан Адам Сондерс Барушел (енгл. Jonathan Adam Saunders Baruchel; Отава, 9. април 1982) канадски је глумац, комичар, редитељ и сценариста.

## Биографија
Рођен је у Отави. Син је слободне књижевнице Робин и трговца антиквитетима Сержа Барушела. Одрастао је у Монтреалу, уз млађу сестру. Отац му је рођен у Паризу. Преци су му једним делом били Сефарди, а другим француски и ирски католици. Изјавио је да верује да су му ирски преци из округа Мајо.
Од 2011. до 2013. био је верен за глумицу Алисон Пил. У фебруару 2013. преко Twitter објаве је да су раскинули веридбу. У мају 2018. објавио је да је верио своју девојку Ребеку Џо Данам. Венчали су се 21. септембра 2019. године у Португалији. Изјавио је да је „вероватно агностик”.

## Филмографија

### Филм
| Улоге Џеја Барушела |                                |               |                |             |
| Година              | Српски назив                   | Изворни назив | Улога          | Напомена    |
| 2000.               | Корак до славе                 |               | Вик Муњоз      |             |
| 2002.               | Правила привлачности           |               | Хари           |             |
| 2004.               | Девојка од милион долара       |               | Ланри Барч     |             |
| 2007.               | Заломило се                    |               | Џеј            |             |
| 2008.               | Тропска олуја                  |               | Кевин Сандуски |             |
| 2008.               | Ник и Нора                     |               | Тал Хансон     |             |
| 2009.               | Обожаваоци                     |               | Виндоус        |             |
| 2009.               | Луда ноћ у музеју 2            |               | Џои Моторола   |             |
| 2010.               | Она је превише добра за мене   |               | Кирк Кетнер    |             |
| 2010.               | Како да дресирате свог змаја   |               | Штуцко (глас)  |             |
| 2010.               | Чаробњаков шегрт               |               | Дејв Статлер   |             |
| 2013.               | Апокалипса у Холивуду          |               | себе           | копродуцент |
| 2014.               | Робокап                        |               | Том Поуп       |             |
| 2014.               | Како да дресирате свог змаја 2 |               | Штуцко (глас)  |             |
| 2019.               | Како да дресирате свог змаја 3 |               | Штуцко (глас)  |             |

### Телевизија
| Улоге Џеја Барушела |                      |               |                                      |              |
| Година              | Српски назив         | Изворни назив | Улога                                | Напомена     |
| 1995, 1999—2000.    | Плашите ли се мрака? |               | Џо / Алекс / Рос Дојл / Џејсон Мидас | 4 епизоде    |
| 2006—2007.          | Бројеви              |               | Озвалд Китнер                        | 2 епизоде    |
| 2023.               | ФУБАР                |               | Картер Перлмутер                     | главна улога |